# Copa da Liga Profissional de Futebol de 2021
A Copa da Liga Profissional do Futebol Argentino de 2021 (oficialmente: Copa de la Liga Profesional de Fútbol de AFA 2021), também conhecida como Copa da Liga Profissional de 2021 ou Copa da Liga de 2021, foi a segunda edição da copa doméstica do futebol argentino organizada pela Liga Profissional de Futebol (LPF) da Associação do Futebol Argentino (AFA). O torneio começou em 12 de fevereiro de 2021 e terá seu término em 30 de maio do mesmo ano. A competição conta com a participação dos 26 clubes que participarão da Liga Profissional do Campeonato Argentino de Futebol durante a temporada de 2021, incluindo os times promovidos da Segunda Divisão de 2020 (Sarmiento de Junín e Platense). O Boca Juniors é o atual campeão.
O campeão se classificou para a Taça Libertadores de 2022.

## Regulamento

### Sistema de disputa
A competição é disputado em 4 (quatro) fases: na Primeira Fase os 26 (vinte e seis) clubes formarão 2 (dois) grupos de 13 (treze) clubes cada, de onde se classificarão 4 (quatro) por grupo para a fase seguinte; daí em diante os clubes se enfrentarão no sistema eliminatório (“mata-mata”) até ser conhecido o campeão.
- Primeira Fase (Fase de grupos): os 26 (vinte) clubes constituirão os grupos A e B com 13 (treze) clubes cada, classificando-se para a fase seguinte os 4 (quatro) primeiros colocados em cada grupo; dentro de cada grupo todos os clubes jogarão entre si, em turno único (jogos só de ida). Além disso, teremos um jogo extra em cada rodada com clássicos regionais, onde um time de um grupo enfrentará seu rival do outro grupo.[1][6][8][9][10][11]

- Segunda Fase (Quartas de final): os 8 (oito) clubes classificados na Primeira Fase constituirão as chaves A, B, C e D; os jogos serão realizados no sistema eliminatório, com partidas únicas, cujos vencedores se classificarão para a fase seguinte. Os 2 (dois) clubes melhores colocados em cada grupo na Primeira Fase farão a partida como mandantes.[1][6]

- Terceira Fase (Semifinal): os 4 (quatro) clubes classificados na Segunda Fase constituirão as chaves E e F; os jogos serão realizados no sistema eliminatório, com partidas únicas, cujos vencedores se classificarão para a fase seguinte. Os jogos ocorrerão em campo neutro a ser escolhido pela LPF.[1][6]

- Quarta Fase (Final): os 2 (dois) clubes classificados na Terceira Fase constituirão a chave G, com partida única, decidindo a Copa. O jogo ocorrerá em campo neutro a ser escolhido pela LPF.[1][6]

### Critérios de desempate
Em caso de empate em pontos ganhos (3 pontos por vitória, 1 ponto por empate e 0 pontos por derrota) entre 2 (dois) ou mais clubes, o desempate, para efeitos de classificação será efetuado observando-se os critérios abaixo:
Ao final da Primeira Fase
1. Saldo de gols;
2. Gols marcados;
3. Pontos ganhos no confronto direto;
4. Saldo de gols no confronto direto;
5. Gols marcados no confronto direto.[1][12]

Quartas de final e semifinal
1. Cobrança de pênaltis.[1][12]

Final
1. Prorrogação;
2. Cobrança de pênaltis.[1][12]

## Fase de grupos

### Sorteio
O sorteio da fase de grupos foi realizado em 3 de fevereiro de 2021, às 19h (horário local), no Hotel Hilton em Buenos Aires, na Argentina.

### Grupo A
| Pos | Equipe                | Pts | J  | V | E | D | GP | GC | SG  | Classificação               |
| --- | --------------------- | --- | -- | - | - | - | -- | -- | --- | --------------------------- |
| 1   | Colón                 | 25  | 13 | 7 | 4 | 2 | 23 | 10 | +13 | Avançam às Quartas de final |
| 2   | Estudiantes (LP)      | 22  | 13 | 6 | 4 | 3 | 16 | 10 | +6  | Avançam às Quartas de final |
| 3   | River Plate           | 21  | 13 | 6 | 3 | 4 | 25 | 11 | +14 | Avançam às Quartas de final |
| 4   | Racing                | 21  | 13 | 6 | 3 | 4 | 14 | 12 | +2  | Avançam às Quartas de final |
| 5   | San Lorenzo           | 21  | 13 | 6 | 3 | 4 | 16 | 16 | 0   |                             |
| 6   | Banfield              | 20  | 13 | 5 | 5 | 3 | 14 | 12 | +2  |                             |
| 7   | Argentinos Juniors    | 19  | 13 | 5 | 4 | 4 | 14 | 11 | +3  |                             |
| 8   | Rosario Central       | 18  | 13 | 5 | 3 | 5 | 16 | 18 | −2  |                             |
| 9   | Central Córdoba (SdE) | 17  | 13 | 4 | 5 | 4 | 14 | 17 | −3  |                             |
| 10  | Godoy Cruz            | 15  | 13 | 4 | 3 | 6 | 18 | 24 | −6  |                             |
| 11  | Platense              | 14  | 13 | 4 | 2 | 7 | 12 | 19 | −7  |                             |
| 12  | Arsenal               | 12  | 13 | 3 | 3 | 7 | 11 | 23 | −12 |                             |
| 13  | Aldosivi              | 11  | 13 | 3 | 2 | 8 | 15 | 21 | −6  |                             |

### Grupo B
| Pos | Equipe                  | Pts | J  | V  | E | D | GP | GC | SG  | Classificação               |
| --- | ----------------------- | --- | -- | -- | - | - | -- | -- | --- | --------------------------- |
| 1   | Vélez Sarsfield         | 31  | 13 | 10 | 1 | 2 | 23 | 13 | +10 | Avançam às Quartas de final |
| 2   | Boca Juniors            | 22  | 13 | 6  | 4 | 3 | 22 | 12 | +10 | Avançam às Quartas de final |
| 3   | Independiente           | 20  | 13 | 6  | 2 | 5 | 16 | 10 | +6  | Avançam às Quartas de final |
| 4   | Talleres (C)            | 20  | 13 | 5  | 5 | 3 | 19 | 16 | +3  | Avançam às Quartas de final |
| 5   | Lanús                   | 19  | 13 | 6  | 1 | 6 | 18 | 18 | 0   |                             |
| 6   | Unión                   | 19  | 13 | 4  | 7 | 2 | 12 | 14 | −2  |                             |
| 7   | Atlético Tucumán        | 18  | 13 | 5  | 3 | 5 | 24 | 20 | +4  |                             |
| 8   | Gimnasia y Esgrima (LP) | 15  | 13 | 3  | 6 | 4 | 15 | 20 | −5  |                             |
| 9   | Huracán                 | 13  | 13 | 2  | 7 | 4 | 14 | 17 | −3  |                             |
| 10  | Patronato               | 12  | 13 | 4  | 0 | 9 | 12 | 17 | −5  |                             |
| 11  | Defensa y Justicia      | 12  | 13 | 3  | 3 | 7 | 15 | 21 | −6  |                             |
| 12  | Sarmiento (J)           | 12  | 13 | 2  | 6 | 5 | 10 | 19 | −9  |                             |
| 13  | Newell's Old Boys       | 11  | 13 | 2  | 5 | 6 | 14 | 21 | −7  |                             |

### Jogos
A seguir temos os resultados em detalhes dos jogos da fase de grupos:
| 12 de fevereiro de 2021 | Banfield                                  | 2 – 0     | Racing | Banfield                                          |  |
| 19:15 (UTC−3)           | - Juan Álvarez 46' - Giuliano Galoppo 89' | Relatório |        | Estádio: Florencio Sola Árbitro: Nicolás Lamolina |  |

| 12 de fevereiro de 2021 | Unión                                     | 2 – 2     | Atlético Tucumán                            | Santa Fé                                    |  |
| 21:30 (UTC−3)           | - Martín Cañete 30' - Marco Bognino 90+4' | Relatório | - 17' Ramiro Carrera - 40' Santiago Vergini | Estádio: 15 de Abril Árbitro: Darío Herrera |  |

| 12 de fevereiro de 2021 | Central Córdoba (SdE) | 0 – 3     | Colón                                                              | La Banda                                         |  |
| 21:30 (UTC−3)           |                       | Relatório | - 13' Luis Rodríguez - 56' Tomás Sandoval - 78' Nicolás Leguizamón | Estádio: Alfredo Terrera Árbitro: Mauro Vigliano |  |

| 13 de fevereiro de 2021 | Talleres (C)        | 1 – 0     | Patronato | Córdoba                                              |  |
| 17:10 (UTC−3)           | - Carlos Auzqui 16' | Relatório |           | Estádio: Mario Alberto Kempes Árbitro: Néstor Pitana |  |

| 13 de fevereiro de 2021 | Aldosivi                 | 1 – 2     | Godoy Cruz                                  | Mar del Plata                                    |  |
| 17:10 (UTC−3)           | - Federico Andrada 45+2' | Relatório | - 42' Ezequiel Bullado - 55' Tomas Badaloni | Estádio: José María Minella Árbitro: Ariel Penel |  |

| 13 de fevereiro de 2021 | Vélez Sarsfield          | 1 – 0     | Newell's Old Boys | Buenos Aires                                       |  |
| 19:20 (UTC−3)           | - Juan Martín Lucero 35' | Relatório |                   | Estádio: José Amalfitani Árbitro: Patricio Loustau |  |

| 13 de fevereiro de 2021 | San Lorenzo                            | 2 – 1     | Arsenal            | Buenos Aires                                       |  |
| 21:30 (UTC−3)           | - Bruno Pittón 5' - Franco Di Santo 8' | Relatório | - 31' Julián Navas | Estádio: Pedro Bidegain Árbitro: Fernando Espinoza |  |

| 14 de fevereiro de 2021 | Defensa y Justicia                         | 3 – 2     | Huracán                                  | Florencio Varela                                         |  |
| 17:10 (UTC−3)           | - Walter Bou 25', 28' - Gabriel Hachen 76' | Relatório | - 43' Agostino Spina - 70' Andrés Chávez | Estádio: Norberto Tomaghello Árbitro: Fernando Echenique |  |

| 14 de fevereiro de 2021 | Boca Juniors                                | 2 – 2     | Gimnasia y Esgrima (LP)                      | Buenos Aires                                                           |  |
| 19:20 (UTC−3)           | - Carlos Izquierdoz 42' - Edwin Cardona 85' | Relatório | - 45+1' Germán Guiffrey - 63' Brahian Alemán | Estádio: Alberto José Armando (La Bombonera) Árbitro: Pablo Echavarría |  |

| 14 de fevereiro de 2021 | Estudiantes (LP)                        | 2 – 1     | River Plate         | La Plata                                           |  |
| 21:30 (UTC−3)           | - Mauro Díaz 78' - Fabián Noguera 90+6' | Relatório | - 62' Matías Suárez | Estádio: Jorge Luis Hirschi Árbitro: Facundo Tello |  |

| 15 de fevereiro de 2021 | Rosario Central                       | 2 – 1     | Argentinos Juniors | Rosário                                             |  |
| 19:15 (UTC−3)           | - Luca Martinez 41' - Lucas Gamba 43' | Relatório | - 85' Juan Pucheta | Estádio: Gigante de Arroyito Árbitro: Andrés Merlos |  |

| 15 de fevereiro de 2021 | Independiente | 0 – 1     | Lanús                    | Avellaneda                                                   |  |
| 21:30 (UTC−3)           |               | Relatório | - 68' Guillermo Burdisso | Estádio: Libertadores de América Árbitro: Fernando Rapallini |  |

| 10 de março de 2021 | Platense | 1 – 1     | Sarmiento (J) | Vicente López                    |  |
| 17:10 (UTC−3)       |          | Relatório |               | Estádio: Ciudad de Vicente López |  |

| 19 de fevereiro de 2021 | Gimnasia y Esgrima (LP) | 3 – 0     | Talleres (C) | La Plata                                  |  |
| 19:15 (UTC−3)           |                         | Relatório |              | Estádio: Juan Carmelo Zerillo (El Bosque) |  |

| 19 de fevereiro de 2021 | Arsenal | 0 – 2     | Banfield | Sarandí                          |  |
| 21:30 (UTC−3)           |         | Relatório |          | Estádio: Julio Humberto Grondona |  |

| 20 de fevereiro de 2021 | Lanús | 2 – 1     | Defensa y Justicia | Lanús                    |  |
| 17:10 (UTC−3)           |       | Relatório |                    | Estádio: Ciudad de Lanús |  |

| 20 de fevereiro de 2021 | Godoy Cruz | 0 – 2     | Estudiantes (LP) | Mendoza                      |  |
| 17:10 (UTC−3)           |            | Relatório |                  | Estádio: Malvinas Argentinas |  |

| 20 de fevereiro de 2021 | Racing | 2 – 2     | Aldosivi | Avellaneda                                         |  |
| 19:20 (UTC−3)           |        | Relatório |          | Estádio: Presidente Perón (Cilindro de Avellaneda) |  |

| 20 de fevereiro de 2021 | River Plate | 3 – 0     | Rosario Central | Buenos Aires                                 |  |
| 21:30 (UTC−3)           |             | Relatório |                 | Estádio: Monumental Antonio Vespucio Liberti |  |

| 21 de fevereiro de 2021 | Sarmiento (J) | 1 – 2     | Vélez Sarsfield | Junín              |  |
| 17:10 (UTC−3)           |               | Relatório |                 | Estádio: Eva Perón |  |

| 21 de fevereiro de 2021 | Argentinos Juniors | 0 – 1     | Platense | Buenos Aires                    |  |
| 17:10 (UTC−3)           |                    | Relatório |          | Estádio: Diego Armando Maradona |  |

| 21 de fevereiro de 2021 | Patronato | 0 – 1     | Independiente | Paraná                               |  |
| 19:20 (UTC−3)           |           | Relatório |               | Estádio: Presbítero Bartolomé Grella |  |

| 21 de fevereiro de 2021 | Newell's Old Boys | 0 – 1     | Boca Juniors | Rosário                 |  |
| 21:30 (UTC−3)           |                   | Relatório |              | Estádio: Marcelo Bielsa |  |

| 22 de fevereiro de 2021 | Atlético Tucumán | 1 – 2     | Central Córdoba (SdE) | Tucumán                                    |  |
| 19:15 (UTC−3)           |                  | Relatório |                       | Estádio: Monumental Presidente José Fierro |  |

| 22 de fevereiro de 2021 | Huracán | 1 – 1     | Unión | Buenos Aires               |  |
| 19:15 (UTC−3)           |         | Relatório |       | Estádio: Tomás Adolfo Ducó |  |

| 22 de fevereiro de 2021 | Colón | 2 – 0     | San Lorenzo | Santa Fé                                                      |  |
| 21:30 (UTC−3)           |       | Relatório |             | Estádio: Brigadier General Estanislao López (Nuevo Gasómetro) |  |

| 26 de fevereiro de 2021 | Defensa y Justicia | 1 – 0 | Patronato |                        |  |
| 19:15 (UTC−3)           |                    |       |           | Árbitro: Andrés Merlos |  |

| 26 de fevereiro de 2021 | Aldosivi | 3 – 0 | Arsenal |                            |  |
| 19:15 (UTC−3)           |          |       |         | Árbitro: Yael Falcón Pérez |  |

| 26 de fevereiro de 2021 | Argentinos Juniors | 0 – 2 | Vélez Sarsfield |                             |  |
| 21:30 (UTC−3)           |                    |       |                 | Árbitro: Fernando Rapallini |  |

| 27 de fevereiro de 2021 | Talleres (C) | 2 – 2 | Newell's Old Boys |                        |  |
| 17:10 (UTC−3)           |              |       |                   | Árbitro: Facundo Tello |  |

| 27 de fevereiro de 2021 | Banfield | 0 – 3 | Colón |                            |  |
| 17:10 (UTC−3)           |          |       |       | Árbitro: Fernando Espinoza |  |

| 27 de fevereiro de 2021 | Independiente | 1 – 0 | Gimnasia y Esgrima (LP) |                       |  |
| 19:20 (UTC−3)           |               |       |                         | Árbitro: Pablo Dóvalo |  |

| 27 de fevereiro de 2021 | San Lorenzo | 0 – 4 | Central Córdoba (SdE) |                             |  |
| 21:30 (UTC−3)           |             |       |                       | Árbitro: Fernando Echenique |  |

| 28 de fevereiro de 2021 | Platense | 0 – 1 | River Plate |                      |  |
| 17:10 (UTC−3)           |          |       |             | Árbitro: Ariel Penel |  |

| 28 de fevereiro de 2021 | Estudiantes (LP) | 0 – 0 | Racing |                        |  |
| 19:20 (UTC−3)           |                  |       |        | Árbitro: Silvio Trucco |  |

| 28 de fevereiro de 2021 | Boca Juniors | 1 – 1 | Sarmiento (J) |                           |  |
| 21:30 (UTC−3)           |              |       |               | Árbitro: Nicolás Lamolina |  |

| 1 de março de 2021 | Unión | 3 – 2 | Lanús |                           |  |
| 19:15 (UTC−3)      |       |       |       | Árbitro: Pablo Echavarría |  |

| 1 de março de 2021 | Rosário Central | 2 – 2 | Godoy Cruz |                     |  |
| 21:30 (UTC−3)      |                 |       |            | Árbitro: Diego Abal |  |

| 24 de março de 2021 | Atlético Tucumán | 1 – 1 | Huracán |                         |  |
| 19:15 (UTC−3)       |                  |       |         | Árbitro: Nazareno Arasa |  |

| 5 de março de 2021 | Newell's Old Boys | 1 – 2 | Independiente |                           |  |
| 19:15 (UTC−3)      |                   |       |               | Árbitro: Pablo Echavarría |  |

| 5 de março de 2021 | Central Córdoba (SdE) | 1 – 1 | Banfield |                       |  |
| 21:30 (UTC−3)      |                       |       |          | Árbitro: Jorge Baliño |  |

| 6 de março de 2021 | Sarmiento (J) | 1 – 1 | Talleres (C) |                           |  |
| 17:10 (UTC−3)      |               |       |              | Árbitro: Patricio Loustau |  |

| 6 de março de 2021 | Godoy Cruz | 3 – 1 | Platense |                         |  |
| 17:10 (UTC−3)      |            |       |          | Árbitro: Mauro Vigliano |  |

| 6 de março de 2021 | Lanús | 2 – 1 | Atlético Tucumán |                       |  |
| 19:20 (UTC−3)      |       |       |                  | Árbitro: Pablo Dóvalo |  |

| 6 de março de 2021 | Colón | 2 – 1 | Aldosivi |                        |  |
| 19:20 (UTC−3)      |       |       |          | Árbitro: Darío Herrera |  |

| 6 de março de 2021 | San Lorenzo | 1 – 1 | Huracán |                        |  |
| 21:30 (UTC−3)      |             |       |         | Árbitro: Facundo Tello |  |

| 7 de março de 2021 | Arsenal | 0 – 5 | Estudiantes (LP) |                         |  |
| 17:10 (UTC−3)      |         |       |                  | Árbitro: Germán Delfino |  |

| 7 de março de 2021 | Gimnasia y Esgrima (LP) | 1 – 1 | Defensa y Justicia |                        |  |
| 19:20 (UTC−3)      |                         |       |                    | Árbitro: Néstor Pitana |  |

| 7 de março de 2021 | Patronato | 0 – 1 | Unión |                            |  |
| 19:20 (UTC−3)      |           |       |       | Árbitro: Fernando Espinoza |  |

| 7 de março de 2021 | Vélez Sarsfield | 1 – 7 | Boca Juniors |                     |  |
| 21:30 (UTC−3)      |                 |       |              | Árbitro: Diego Abal |  |

| 8 de março de 2021 | Racing | 1 – 0 | Rosário Central |                             |  |
| 19:15 (UTC−3)      |        |       |                 | Árbitro: Hernán Mastrángelo |  |

| 8 de março de 2021 | River Plate | 0 – 1 | Argentinos Juniors |                           |  |
| 21:30 (UTC−3)      |             |       |                    | Árbitro: Nicolás Lamolina |  |

| 12 de março de 2021 | Aldosivi | 1 – 2 | Central Córdoba (SdE) |                        |  |
| 19:15 (UTC−3)       |          |       |                       | Árbitro: Silvio Trucco |  |

| 12 de março de 2021 | Huracán | 0 – 0 | Lanús |                        |  |
| 21:30 (UTC−3)       |         |       |       | Árbitro: Andrés Merlos |  |

| 12 de março de 2021 | Unión | 1 – 1 | Gimnasia y Esgrima (LP) |                            |  |
| 21:30 (UTC−3)       |       |       |                         | Árbitro: Yael Falcón Pérez |  |

| 13 de março de 2021 | Talleres (C) | 0 – 1 | Vélez Sarsfield |                        |  |
| 17:10 (UTC−3)       |              |       |                 | Árbitro: Darío Herrera |  |

| 13 de março de 2021 | Platense | 0 – 2 | Racing |                             |  |
| 17:10 (UTC−3)       |          |       |        | Árbitro: Fernando Echenique |  |

| 13 de março de 2021 | Defensa y Justicia | 4 – 0 | Newell's Old Boys |                             |  |
| 19:20 (UTC−3)       |                    |       |                   | Árbitro: Fernando Rapallini |  |

| 13 de março de 2021 | Argentinos Juniors | 2 – 0 | Godoy Cruz |                           |  |
| 19:20 (UTC−3)       |                    |       |            | Árbitro: Patricio Loustau |  |

| 13 de março de 2021 | Estudiantes (LP) | 0 – 2 | Colón |                      |  |
| 21:30 (UTC−3)       |                  |       |       | Árbitro: Ariel Penel |  |

| 14 de março de 2021 | Boca Juniors | 1 – 1 | River Plate |                        |  |
| 18:00 (UTC−3)       |              |       |             | Árbitro: Facundo Tello |  |

| 14 de março de 2021 | Banfield | 0 – 0 | San Lorenzo |                        |  |
| 21:30 (UTC−3)       |          |       |             | Árbitro: Néstor Pitana |  |

| 15 de março de 2021 | Atlético Tucumán | 4 – 2 | Patronato |                         |  |
| 19:15 (UTC−3)       |                  |       |           | Árbitro: Andrés Gariano |  |

| 15 de março de 2021 | Rosário Central | 2 – 1 | Arsenal |                             |  |
| 19:15 (UTC−3)       |                 |       |         | Árbitro: Leandro Rey Hilfer |  |

| 15 de março de 2021 | Independiente | 6 – 0 | Sarmiento (J) |                         |  |
| 21:30 (UTC−3)       |               |       |               | Árbitro: Mauro Vigliano |  |

| 19 de março de 2021 | Newell's Old Boys | 0 – 0 | Unión |                           |  |
| 19:00 (UTC−3)       |                   |       |       | Árbitro: Patricio Loustau |  |

| 19 de março de 2021 | Central Córdoba (SdE) | 1 – 1 | Estudiantes (LP) |                        |  |
| 21:15 (UTC−3)       |                       |       |                  | Árbitro: Facundo Tello |  |

| 20 de março de 2021 | Gimnasia y Esgrima (LP) | 2 – 0 | Atlético Tucumán |                           |  |
| 14:00 (UTC−3)       |                         |       |                  | Árbitro: Nicolás Lamolina |  |

| 20 de março de 2021 | Patronato | 0 – 1 | Huracán |                           |  |
| 14:00 (UTC−3)       |           |       |         | Árbitro: Pablo Echavarría |  |

| 20 de março de 2021 | Banfield | 2 – 0 | Lanús |                        |  |
| 16:15 (UTC−3)       |          |       |       | Árbitro: Darío Herrera |  |

| 20 de março de 2021 | Vélez Sarsfield | 1 – 0 | Independiente |                             |  |
| 18:30 (UTC−3)       |                 |       |               | Árbitro: Fernando Echenique |  |

| 20 de março de 2021 | Godoy Cruz | 1 – 6 | River Plate |                         |  |
| 21:00 (UTC−3)       |            |       |             | Árbitro: Germán Delfino |  |

| 21 de março de 2021 | Sarmiento (J) | 3 – 1 | Defensa y Justicia |                        |  |
| 14:00 (UTC−3)       |               |       |                    | Árbitro: Andrés Merlos |  |

| 21 de março de 2021 | Colón | 0 – 0 | Rosário Central |                            |  |
| 16:15 (UTC−3)       |       |       |                 | Árbitro: Fernando Espinoza |  |

| 21 de março de 2021 | San Lorenzo | 1 – 2 | Aldosivi |                       |  |
| 18:30 (UTC−3)       |             |       |          | Árbitro: Jorge Baliño |  |

| 21 de março de 2021 | Boca Juniors | 1 – 2 | Talleres (C) |                             |  |
| 21:00 (UTC−3)       |              |       |              | Árbitro: Fernando Rapallini |  |

| 22 de março de 2021 | Arsenal | 0 – 0 | Platense |                     |  |
| 19:00 (UTC−3)       |         |       |          | Árbitro: Diego Abal |  |

| 22 de março de 2021 | Racing | 1 – 0 | Argentinos Juniors |                         |  |
| 21:15 (UTC−3)       |        |       |                    | Árbitro: Diego Ceballos |  |

| 26 de março de 2021 | Lanús | 4 – 2 | Patronato |                            |  |
| 19:00 (UTC−3)       |       |       |           | Árbitro: Fernando Espinoza |  |

| 26 de março de 2021 | Unión | 0 – 0 | Sarmiento (J) |                           |  |
| 21:15 (UTC−3)       |       |       |               | Árbitro: Nicolás Lamolina |  |

| 27 de março de 2021 | Platense | 1 – 3 | Colón |                         |  |
| 14:00 (UTC−3)       |          |       |       | Árbitro: Mauro Vigliano |  |

| 27 de março de 2021 | Aldosivi | 1 – 1 | Banfield |                        |  |
| 16:15 (UTC−3)       |          |       |          | Árbitro: Facundo Tello |  |

| 27 de março de 2021 | Argentinos Juniors | 3 – 2 | Arsenal |                             |  |
| 18:30 (UTC−3)       |                    |       |         | Árbitro: Fernando Echenique |  |

| 27 de março de 2021 | Rosário Central | 2 – 2 | Central Córdoba (SdE) |                           |  |
| 21:00 (UTC−3)       |                 |       |                       | Árbitro: Pablo Echavarría |  |

| 28 de março de 2021 | Talleres (C) | 1 – 1 | Godoy Cruz |                        |  |
| 14:00 (UTC−3)       |              |       |            | Árbitro: Néstor Pitana |  |

| 28 de março de 2021 | Defensa y Justicia | 1 – 1 | Vélez Sarsfield |                             |  |
| 16:15 (UTC−3)       |                    |       |                 | Árbitro: Hernán Mastrángelo |  |

| 28 de março de 2021 | River Plate | 0 – 0 | Racing |                             |  |
| 18:30 (UTC−3)       |             |       |        | Árbitro: Fernando Rapallini |  |

| 28 de março de 2021 | Independiente | 1 – 1 | Boca Juniors |                           |  |
| 21:00 (UTC−3)       |               |       |              | Árbitro: Patricio Loustau |  |

| 29 de março de 2021 | Estudiantes (LP) | 0 – 2 | San Lorenzo |                        |  |
| 19:00 (UTC−3)       |                  |       |             | Árbitro: Andrés Merlos |  |

| 29 de março de 2021 | Huracán | 1 – 1 | Gimnasia y Esgrima (LP) |                        |  |
| 21:15 (UTC−3)       |         |       |                         | Árbitro: Darío Herrera |  |

| 29 de março de 2021 | Atlético Tucumán | 2 – 2 | Newell's Old Boys |                            |  |
| 21:15 (UTC−3)       |                  |       |                   | Árbitro: Yael Falcón Pérez |  |

| 2 de abril de 2021 | Patronato | 2 – 0 | Aldosivi |                         |  |
| 17:00 (UTC−3)      |           |       |          | Árbitro: Germán Delfino |  |

| 2 de abril de 2021 | San Lorenzo | 2 – 0 | Rosário Central |                         |  |
| 19:15 (UTC−3)      |             |       |                 | Árbitro: Lucas Comesaña |  |

| 2 de abril de 2021 | Central Córdoba (SdE) | 0 – 1 | Platense |                        |  |
| 21:15 (UTC−3)      |                       |       |          | Árbitro: Néstor Pitana |  |

| 3 de abril de 2021 | Talleres (C) | 3 – 1 | Independiente |                      |  |
| 14:00 (UTC−3)      |              |       |               | Árbitro: Ariel Penel |  |

| 3 de abril de 2021 | Gimnasia y Esgrima (LP) | 2 – 4 | Lanús |                           |  |
| 16:15 (UTC−3)      |                         |       |       | Árbitro: Pablo Echavarría |  |

| 3 de abril de 2021 | Sarmiento (J) | 1 – 2 | Atlético Tucumán |                             |  |
| 16:15 (UTC−3)      |               |       |                  | Árbitro: Leandro Rey Hilfer |  |

| 3 de abril de 2021 | Boca Juniors | 2 – 1 | Defensa y Justicia |                             |  |
| 18:30 (UTC−3)      |              |       |                    | Árbitro: Fernando Echenique |  |

| 3 de abril de 2021 | Arsenal | 0 – 0 | River Plate |                           |  |
| 21:00 (UTC−3)      |         |       |             | Árbitro: Patricio Loustau |  |

| 4 de abril de 2021 | Newell's Old Boys | 2 – 2 | Huracán |                             |  |
| 14:00 (UTC−3)      |                   |       |         | Árbitro: Fernando Rapallini |  |

| 4 de abril de 2021 | Colón | 0 – 0 | Argentinos Juniors |                            |  |
| 16:15 (UTC−3)      |       |       |                    | Árbitro: Fernando Espinoza |  |

| 4 de abril de 2021 | Vélez Sarsfield | 4 – 1 | Unión |                         |  |
| 18:30 (UTC−3)      |                 |       |       | Árbitro: Mauro Vigliano |  |

| 4 de abril de 2021 | Racing | 2 – 4 | Godoy Cruz |                        |  |
| 21:00 (UTC−3)      |        |       |            | Árbitro: Facundo Tello |  |

| 5 de abril de 2021 | Banfield | 2 – 2 | Estudiantes (LP) |                     |  |
| 21:15 (UTC−3)      |          |       |                  | Árbitro: Diego Abal |  |

| 9 de abril de 2021 | Platense | 2 – 4 | San Lorenzo |                         |  |
| 21:00 (UTC−3)      |          |       |             | Árbitro: Germán Delfino |  |

| 10 de abril de 2021 | Estudiantes (LP) | 1 – 0 | Aldosivi |                             |  |
| 16:15 (UTC−3)       |                  |       |          | Árbitro: Fernando Echenique |  |

| 10 de abril de 2021 | Defensa y Justicia | 2 – 2 | Talleres (C) |                             |  |
| 18:30 (UTC−3)       |                    |       |              | Árbitro: Fernando Rapallini |  |

| 10 de abril de 2021 | Racing | 1 – 0 | Independiente |                         |  |
| 21:00 (UTC−3)       |        |       |               | Árbitro: Mauro Vigliano |  |

| 11 de abril de 2021 | Godoy Cruz | 2 – 3 | Arsenal |                         |  |
| 11:00 (UTC−3)       |            |       |         | Árbitro: Nazareno Arasa |  |

| 11 de abril de 2021 | Patronato | 4 – 1 | Gimnasia y Esgrima (LP) |                        |  |
| 14:00 (UTC−3)       |           |       |                         | Árbitro: Néstor Pitana |  |

| 11 de abril de 2021 | Argentinos Juniors | 0 – 0 | Central Córdoba (SdE) |                       |  |
| 14:00 (UTC−3)       |                    |       |                       | Árbitro: Pablo Dóvalo |  |

| 11 de abril de 2021 | Rosário Central | 3 – 1 | Banfield |                      |  |
| 16:15 (UTC−3)       |                 |       |          | Árbitro: Ariel Penel |  |

| 11 de abril de 2021 | Unión | 1 – 0 | Boca Juniors |                            |  |
| 18:30 (UTC−3)       |       |       |              | Árbitro: Fernando Espinoza |  |

| 11 de abril de 2021 | River Plate | 3 – 2 | Colón |                        |  |
| 21:00 (UTC−3)       |             |       |       | Árbitro: Facundo Tello |  |

| 12 de abril de 2021 | Lanús | 1 – 3 | Newell's Old Boys |                     |  |
| 19:00 (UTC−3)       |       |       |                   | Árbitro: Diego Abal |  |

| 12 de abril de 2021 | Huracán | 3 – 0 | Sarmiento (J) |                       |  |
| 19:00 (UTC−3)       |         |       |               | Árbitro: Jorge Baliño |  |

| 12 de abril de 2021 | Atlético Tucumán | 2 – 0 | Vélez Sarsfield |                        |  |
| 21:15 (UTC−3)       |                  |       |                 | Árbitro: Silvio Trucco |  |

| 16 de abril de 2021 | Talleres (C) | 3 – 0 | Unión |                        |  |
| 15:00 (UTC−3)       |              |       |       | Árbitro: Andrés Merlos |  |

| 16 de abril de 2021 | Aldosivi | 0 – 1 | Rosário Central |                             |  |
| 17:15 (UTC−3)       |          |       |                 | Árbitro: Hernán Mastrángelo |  |

| 16 de abril de 2021 | Vélez Sarsfield | 2 – 0 | Huracán |                      |  |
| 18:00 (UTC−3)       |                 |       |         | Árbitro: Ariel Penel |  |

| 16 de abril de 2021 | Central Córdoba (SdE) | 0 – 5 | River Plate |                        |  |
| 21:30 (UTC−3)       |                       |       |             | Árbitro: Silvio Trucco |  |

| 17 de abril de 2021 | Sarmiento (J) | 1 – 0 | Lanús |                             |  |
| 13:30 (UTC−3)       |               |       |       | Árbitro: Fernando Echenique |  |

| 17 de abril de 2021 | San Lorenzo | 1 – 1 | Argentinos Juniors |                             |  |
| 15:45 (UTC−3)       |             |       |                    | Árbitro: Leandro Rey Hilfer |  |

| 17 de abril de 2021 | Boca Juniors | 3 – 1 | Atlético Tucumán |                       |  |
| 18:00 (UTC−3)       |              |       |                  | Árbitro: Jorge Baliño |  |

| 17 de abril de 2021 | Newell's Old Boys | 2 – 0 | Patronato |                        |  |
| 20:15 (UTC−3)       |                   |       |           | Árbitro: Facundo Tello |  |

| 18 de abril de 2021 | Arsenal | 2 – 1 | Racing |                            |  |
| 13:30 (UTC−3)       |         |       |        | Árbitro: Fernando Espinoza |  |

| 18 de abril de 2021 | Estudiantes (LP) | 0 – 0 | Gimnasia y Esgrima (LP) |                        |  |
| 15:45 (UTC−3)       |                  |       |                         | Árbitro: Darío Herrera |  |

| 18 de abril de 2021 | Independiente | 1 – 0 | Defensa y Justicia |                       |  |
| 18:00 (UTC−3)       |               |       |                    | Árbitro: Pablo Dóvalo |  |

| 18 de abril de 2021 | Colón | 2 – 2 | Godoy Cruz |                       |  |
| 21:00 (UTC−3)       |       |       |            | Árbitro: Jorge Broggi |  |

| 19 de abril de 2021 | Banfield | 0 – 1 | Platense |                         |  |
| 18:00 (UTC−3)       |          |       |          | Árbitro: Nazareno Arasa |  |

| 23 de abril de 2021 | Godoy Cruz | 1 – 0 | Central Córdoba (SdE) |                      |  |
| 21:15 (UTC−3)       |            |       |                       | Árbitro: Ariel Penel |  |

| 24 de abril de 2021 | Patronato | 1 – 0 | Sarmiento (J) |                           |  |
| 13:30 (UTC−3)       |           |       |               | Árbitro: Pablo Echavarría |  |

| 24 de abril de 2021 | Argentinos Juniors | 1 – 1 | Banfield |                            |  |
| 15:45 (UTC−3)       |                    |       |          | Árbitro: Fernando Espinoza |  |

| 24 de abril de 2021 | Huracán | 0 – 2 | Boca Juniors |                        |  |
| 18:00 (UTC−3)       |         |       |              | Árbitro: Silvio Trucco |  |

| 24 de abril de 2021 | Unión | 0 – 0 | Independiente |                             |  |
| 21:00 (UTC−3)       |       |       |               | Árbitro: Hernán Mastrángelo |  |

| 25 de abril de 2021 | Lanús | 1 – 2 | Vélez Sarsfield |                        |  |
| 11:00 (UTC−3)       |       |       |                 | Árbitro: Darío Herrera |  |

| 25 de abril de 2021 | Defensa y Justicia | 0 – 1 | Arsenal |                         |  |
| 13:30 (UTC−3)       |                    |       |         | Árbitro: Andrés Gariano |  |

| 25 de abril de 2021 | Racing | 2 – 1 | Colón |                       |  |
| 15:45 (UTC−3)       |        |       |       | Árbitro: Pablo Dóvalo |  |

| 25 de abril de 2021 | River Plate | 1 – 2 | San Lorenzo |                             |  |
| 18:00 (UTC−3)       |             |       |             | Árbitro: Fernando Echenique |  |

| 25 de abril de 2021 | Atlético Tucumán | 2 – 3 | Talleres (C) |                             |  |
| 21:00 (UTC−3)       |                  |       |              | Árbitro: Leandro Rey Hilfer |  |

| 25 de abril de 2021 | Rosário Central | 0 – 1 | Estudiantes (LP) |                           |  |
| 21:00 (UTC−3)       |                 |       |                  | Árbitro: Nicolás Lamolina |  |

| 26 de abril de 2021 | Platense | 0 – 2 | Aldosivi |                        |  |
| 15:45 (UTC−3)       |          |       |          | Árbitro: Pablo Giménez |  |

| 26 de abril de 2021 | Gimnasia y Esgrima (LP) | 2 – 1 | Newell's Old Boys |                        |  |
| 18:00 (UTC−3)       |                         |       |                   | Árbitro: Andrés Merlos |  |

| 30 de abril de 2021 | Vélez Sarsfield | 1 – 0 | Patronato |                         |  |
| 18:00 (UTC−3)       |                 |       |           | Árbitro: Nazareno Arasa |  |

| 30 de abril de 2021 | Colón | 2 – 0 | Arsenal |                        |  |
| 21:00 (UTC−3)       |       |       |         | Árbitro: Néstor Pitana |  |

| 2 de maio de 2021 | Boca Juniors | 1 – 0 | Lanús |                        |  |
| 10:00 (UTC−3)     |              |       |       | Árbitro: Facundo Tello |  |

| 2 de maio de 2021 | Defensa y Justicia | 0 – 1 | Unión |                         |  |
| 12:10 (UTC−3)     |                    |       |       | Árbitro: Germán Delfino |  |

| 2 de maio de 2021 | Independiente | 0 – 1 | Atlético Tucumán |                            |  |
| 12:10 (UTC−3)     |               |       |                  | Árbitro: Fernando Espinoza |  |

| 2 de maio de 2021 | Talleres (C) | 1 – 1 | Huracán |                            |  |
| 14:20 (UTC−3)     |              |       |         | Árbitro: Yael Falcón Pérez |  |

| 2 de maio de 2021 | San Lorenzo | 1 – 0 | Godoy Cruz |                        |  |
| 14:20 (UTC−3)     |             |       |            | Árbitro: Silvio Trucco |  |

| 2 de maio de 2021 | Banfield | 1 – 0 | River Plate |                             |  |
| 16:30 (UTC−3)     |          |       |             | Árbitro: Hernán Mastrángelo |  |

| 2 de maio de 2021 | Central Córdoba (SdE) | 1 – 0 | Racing |                           |  |
| 18:40 (UTC−3)     |                       |       |        | Árbitro: Pablo Echavarría |  |

| 2 de maio de 2021 | Aldosivi | 1 – 3 | Argentinos Juniors |                        |  |
| 18:40 (UTC−3)     |          |       |                    | Árbitro: Andrés Merlos |  |

| 2 de maio de 2021 | Rosario Central | 3 – 0 | Newell's Old Boys |                             |  |
| 21:00 (UTC−3)     |                 |       |                   | Árbitro: Fernando Echenique |  |

| 3 de maio de 2021 | Sarmiento (J) | 0 – 0 | Gimnasia y Esgrima (LP) |                      |  |
| 15:45 (UTC−3)     |               |       |                         | Árbitro: Ariel Penel |  |

| 3 de maio de 2021 | Estudiantes (LP) | 2 – 0 | Platense |                             |  |
| 18:00 (UTC−3)     |                  |       |          | Árbitro: Leandro Rey Hilfer |  |

| 8 de maio de 2021 | Godoy Cruz | 0 – 1 | Banfield |                       |  |
| 13:00 (UTC−3)     |            |       |          | Árbitro: Pablo Dóvalo |  |

| 8 de maio de 2021 | Gimnasia y Esgrima (LP) | 0 – 5 | Vélez Sarsfield |                            |  |
| 15:30 (UTC−3)     |                         |       |                 | Árbitro: Yael Falcón Pérez |  |

| 8 de maio de 2021 | Atlético Tucumán | 5 – 0 | Defensa y Justicia |                        |  |
| 15:30 (UTC−3)     |                  |       |                    | Árbitro: Silvio Trucco |  |

| 8 de maio de 2021 | Patronato | 1 – 0 | Boca Juniors |                             |  |
| 18:00 (UTC−3)     |           |       |              | Árbitro: Hernán Mastrángelo |  |

| 9 de maio de 2021 | Arsenal | 1 – 1 | Central Córdoba (SdE) |                       |  |
| 10:00 (UTC−3)     |         |       |                       | Árbitro: Jorge Baliño |  |

| 9 de maio de 2021 | Argentinos Juniors | 2 – 0 | Estudiantes (LP) |                         |  |
| 12:10 (UTC−3)     |                    |       |                  | Árbitro: Germán Delfino |  |

| 9 de maio de 2021 | Platense | 4 – 1 | Rosario Central |                        |  |
| 14:30 (UTC−3)     |          |       |                 | Árbitro: Facundo Tello |  |

| 9 de maio de 2021 | River Plate | 4 – 1 | Aldosivi |                           |  |
| 14:30 (UTC−3)     |             |       |          | Árbitro: Pablo Echavarría |  |

| 9 de maio de 2021 | Racing | 2 – 0 | San Lorenzo |                        |  |
| 14:30 (UTC−3)     |        |       |             | Árbitro: Darío Herrera |  |

| 9 de maio de 2021 | Colón | 1 – 1 | Unión |                      |  |
| 18:00 (UTC−3)     |       |       |       | Árbitro: Ariel Penel |  |

| 9 de maio de 2021 | Lanús | 1 – 0 | Talleres (C) |                            |  |
| 18:00 (UTC−3)     |       |       |              | Árbitro: Fernando Espinoza |  |

| 9 de maio de 2021 | Huracán | 1 – 3 | Independiente |                             |  |
| 18:00 (UTC−3)     |         |       |               | Árbitro: Fernando Echenique |  |

| 9 de maio de 2021 | Newell's Old Boys | 1 – 1 | Sarmiento (J) |                             |  |
| 21:00 (UTC−3)     |                   |       |               | Árbitro: Leandro Rey Hilfer |  |

## Quartas de final
| Chave | Equipe 1         | Placar      | Equipe 2      |
| ----- | ---------------- | ----------- | ------------- |
| A     | Colón            | 1–1 (5–3 p) | Talleres (C)  |
| B     | Vélez Sarsfield  | 0–0 (2–4 p) | Racing        |
| C     | Estudiantes (LP) | 0–0 (1–4 p) | Independiente |
| D     | Boca Juniors     | 1–1 (4–2 p) | River Plate   |

| 15 de maio de 2021 | Estudiantes (LP) | 0 – 0 (1−4 pen.) | Independiente | La Plata                                              |  |
| 17:30 (UTC−3)      |                  | Relatório        |               | Estádio: Jorge Luis Hirschi Árbitro: Pablo Echavarría |  |

| 15 de maio de 2021 | Colón      | 1 – 1 (5−3 pen.) | Talleres (C)  | Santa Fe                                                                |  |
| 21:00 (UTC−3)      | Castro 14' | Relatório        | Fragapane 25' | Estádio: Brigadier General Estanislao López Árbitro: Hernán Mastrángelo |  |

| 16 de maio de 2021 | Vélez Sarsfield | 0 – 0 (2−4 pen.) | Racing | Buenos Aires                                     |  |
| 12:00 (UTC−3)      |                 | Relatório        |        | Estádio: José Amalfitani Árbitro: Germán Delfino |  |

| 16 de maio de 2021 | Boca Juniors | 1 – 1 (4−2 pen.) | River Plate | Buenos Aires                                                      |  |
| 17:30 (UTC−3)      | Tévez 11'    | Relatório        | Álvarez 69' | Estádio: Alberto J. Armando (La Bombonera) Árbitro: Facundo Tello |  |

## Semifinal
| Chave | Equipe 1      | Placar      | Equipe 2     |
| ----- | ------------- | ----------- | ------------ |
| E     | Independiente | 0−2         | Colón        |
| F     | Racing        | 0−0 (4−2 p) | Boca Juniors |

| 31 de maio de 2021 | Independiente | 0 – 2     | Colón                             | San Juan                                               |  |
| 19:00 (UTC−3)      |               | Relatório | Luis Rodríguez 20' · Pierotti 68' | Estádio: San Juan del Bicentenario Árbitro: Diego Abal |  |

| 31 de maio de 2021 | Racing | 0 – 0 (4 − 2 pen.) | Boca Juniors | San Juan                                                  |  |
| 15:00 (UTC−3)      |        | Relatório          |              | Estádio: San Juan del Bicentenario Árbitro: Darío Herrera |  |

Notas
1. ↑  O jogo estava originalmente marcado para 22 de maio de 2021, mas acabou sendo remarcado.
2. ↑  O jogo estava originalmente marcado para 23 de maio de 2021, mas acabou sendo remarcado.

## Final
| Chave | Equipe 1 | Placar | Equipe 2 |
| ----- | -------- | ------ | -------- |
| G     | Colón    | 3−0    | Racing   |

| 04 de junho de 2021 | Colón                                    | 3 – 0 | Racing | Santiago del Estero                      |  |
| 19:00 (UTC−3)       | Allendro 57' · Bernardi 72' · Castro 86' |       |        | Estádio: Estádio Único Madre de Ciudades |  |

## Premiação
| Copa da Liga Profissional de 2021 |
| --------------------------------- |
| Colón Campeão (1.º título)        |

## Estatísticas

### Artilharia
| Rank | Jogador               | Clube                 | Gols |
| ---- | --------------------- | --------------------- | ---- |
| 1    | Rafael Santos Borré   | River Plate           | 7    |
| 2    | Federico Andrada      | Aldosivi              | 6    |
| 2    | Luis Miguel Rodríguez | Colón                 | 6    |
| 4    | Augusto Lotti         | Atlético Tucumán      | 5    |
| 4    | Walter Bou            | Defensa y Justicia    | 5    |
| 4    | José Sand             | Lanús                 | 5    |
| 7    | Giuliano Galoppo      | Banfield              | 4    |
| 7    | Sebastián Villa       | Boca Juniors          | 4    |
| 7    | Milton Giménez        | Central Córdoba (SdE) | 4    |
| 7    | Sebastián Palacios    | Independiente         | 4    |
| 7    | Franco Di Santo       | San Lorenzo           | 4    |
| 7    | Jonathan Torres       | Sarmiento (J)         | 4    |
| 7    | Carlos Auzqui         | Talleres (C)          | 4    |
| 7    | Juan Martín Lucero    | Vélez Sarsfield       | 4    |

| Atualizado até aos jogos disputados em 18 de abril de 2021. Fonte: AFA (em castelhano) — TyC Sports (em castelhano) |